# Ženje
Ženje – wieś w Słowenii, w gminie Krško. W 2018 roku liczyła 37 mieszkańców.